# Mantophryne axanthogaster
Espèce
Mantophryne axanthogaster est une espèce d'amphibiens de la famille des Microhylidae.

## Répartition
Cette espèce est endémique de l'île de Vanatinai dans l'archipel des Louisiades dans la province de Baie Milne en Papouasie-Nouvelle-Guinée.

## Description
Mantophryne axanthogaster mesure de 40 à 46 mm pour les mâles et de 38 à 52 mm pour les femelles. Son dos est brun tacheté de brun foncé ; son ventre est gris.

## Étymologie
Son nom d'espèce, du grec a, « dépourvu », xanthos, « jaune » et gaster, « ventre », lui a été donné en référence au fait que son ventre n'est pas jaune, ce qui la différencie aisément de son proche parent, M. louisiadensis.

## Publication originale
- Kraus & Allison, 2009 : New species of frogs from Papua New Guinea. Bishop Museum Occasional Papers, no 104, p. 1-36 (texte intégral).